# Miguel Ángel Rodríguez Vega
Miguel Ángel Rodríguez Vega (Táriba, municipio Cárdenas, Estado Táchira, 7 de septiembre de 1965) es un periodista, conductor de televisión y político venezolano. Actualmente es el presidente de Capitolio TV, cargo que ocupa desde el 29 de noviembre de 2016.

## Biografía
Comenzó su carrera periodística en 1992 como ancla de El Noticiero del canal Televen. Luego, en septiembre de 1996 se traslada a RCTV. Hasta el 2010 fue presentador de los programas La Entrevista y Lo que marcó pauta del canal RCTV. También participó en Lo de hoy, El observador, Dicen y hacen y Frente de reporteros.
En el 2010 lanzó su precandidatura como diputado a la Asamblea Nacional por el estado Táchira. El 18 de julio ganó las primarias hechas por la Unidad Nacional para escoger al nominado por esa coalición de partidos en el área de San Cristóbal con 98,89% de las mesas escrutadas, lo que representa unos 28.525 votantes, los resultados del Comité Electoral y de la organización civil Súmate arrojaron que Miguel Ángel Rodríguez obtuvo 24.461 votos, cerca de 85,75%, lo cual le da el triunfo para representar el circuito San Cristóbal en el estado Táchira como candidato a la Asamblea Nacional (AN).
En las elecciones parlamentarias del 26 de septiembre de 2010 fue elegido diputado al vencer en el circuito 5 al candidato del PSUV, Jorge Medina.